# فرانتس آیگنر (وزنه‌بردار)
فرانتس آیگنر (آلمانی: Franz Aigner; ۲۴ ژانویهٔ ۱۸۹۲ – ۲۱ ژانویهٔ ۱۹۷۰) وزنه‌بردار اهل اتریش بود.